# Кетман, Петер
Петер Кетман (нем. Peter Keetman, 27 апреля 1916 Эльберфельд, Германия — 8 марта 2005 Марквартштайн, Германия) — немецкий фотограф.

## Биография
Петер Кетман родился в Эльберфельде в 1916 году в богатой семье. Его отец Альфред Кетман занимал должность директора в банковском доме «J. Wichelhaus P. Sohn». Петер Кетман жил со своей женой Эзой в Прине, Брайтбрунне, а позже они переехали в Марквартштайн в Кимгау (Верхняя Бавария).
С 1935 по 1937 гг. Кетман обучался в Баварском государственном институте фотографии (Bayerische Staatslehranstalt für Lichtbildwesen), позже переименованный в Государственную Академию фотодизайна Мюнхена (Staatliche Fachakademie für Fotodesign München). После получения диплома Петер стал помощником портретного и промышленного фотографа Гертруды Хессе в Дуйсбурге, а также промышленного фотографа Карла Хайнца Шмека в Ахене. В 1940 году Петер был призван в качестве пионера железнодорожного транспорта, в 1944 году получив серьёзные ранения он вернулся с войны. С 1947 по 1948 год он посещал мастер-классы в Баварском государственном институте фотографии (Bayerische Staatslehranstalt für Lichtbildwesen). В 1948 году он помогал Адольфу Лаци в планировании и проведении выставки «Фотография 1948» в музее ремёсел Штутгарта.
В 1949 году Кетман был одним из основателей авангардной фотографической группы «fotoform» и сыграл решающую роль в определении направления, которое в дальнейшем получило название «субъективная фотография». На выставке «Субъективная фотография», организованной Отто Штайнертом в 1951 году, и в вышедшей к этому времени книге работы Кетмана заняли своё прочное место. С 1948 года работы Кетмана были представлены во всех крупных немецких и некоторых международных фотожурналах. Его серия работ «Eine Woche im Volkswagenwerk» (Одна неделя на заводе Фольксваген), которую он снимал в 1953 году в Вольфсбурге, стала особенно известной. Его фотографии технологии сборочной линии, частей кузова автомобиля и технических деталей «Фольксваген-жук» были революционными. Благодаря кадрированию и перспективе Кетману удалось выделить эту серию снимков среди остальных.
Музей Фолькванг и Фонд Ф. К. Гундлаха посвятили фотографу всестороннюю ретроспективу в 2016 году по случаю его 100-летия под названием «Peter Keetman. Gestaltete Welt» (Петер Кетман. Созданный мир).

## Выставки
- «Peter Keetman» (Петер Кетман), Государственная галерея, Гамбург, 1961
- «fotoform. Peter Keetman» (фотоформ. Петер Кетман), Кикен, Кельн 1980
- «Peter Keetman. Photographien» (Петер Кетман. Фотографии), PPS Gallery F.C. Гундлах, Гамбург 1982
- «Fotografien von Peter Keetman» (Фотографии Петера Кетмана), Fotografie Forum, Франкфурт, 1989
- «Peter Keetman. Fotografien 1937—1987» (Петер Кетман. Фотографии 1937—1987), Fotomuseum im Stadtmuseum, Мюнхен 1991
- «Peter Keetman. Fotografien» (Петер Кетман. Фотографии), Музей фон дер Хейдта, Вупперталь, 1994
- «Peter Keetman and fotoform» (Петер Кетман и фотоформ), Галерея Говарда Гринберга, Нью-Йорк, 1995
- «Peter Keetman. Bilder aus dem 1995 erworbenen Archiv» (Петер Кетман. Снимки из приобретенного в 1995 году архива), Музей Фолькванг, Эссен, 1996
- «Peter Keetman. Volkswagenwerk 1953» (Петер Кетман. Volkswagenwerk 1953), Музей искусств, Вольфсбург 2003
- «Peter Keetman» (Петер Кетман), Кикен, Берлин, 2006
- «Peter Keetman. Gestaltete Welt» (Петер Кетман. Созданный мир), Музей Фолькванг, Эссен 2016
- «Peter Keetman. Gestaltete Welt» (Петер Кетман. Созданный мир), Дом фотографии — Deichtorhallen, Гамбург 2016
- «Peter Keetman. Gestaltete Welt» (Петер Кетман. Созданный мир), Kunstfoyer, Мюнхен, 2017

## Награды
- 1981 Медаль Дэвида Октавиуса Хилла
- 1991 Премия в сфере культуры Немецкого общества фотографии